# Далгат, Абдурагим Меджидович
Абдурагим Меджидович Далгат (1899, Урахи, Российская империя — 1974, Махачкала, РСФСР, СССР) — участник Гражданской войны, революционный деятель Дагестана начала XX века. Народный комиссар юстиции, лёгкой и тяжёлой промышленности ДАССР. Заместитель Председателя ДагЦИК и СНК ДАССР. Депутат Верховного Совета ДАССР. Кавалер ордена Ленина.

## Биография
По национальности даргинец. Родился в с. Урахи Даргинского округа.
Учился в Исламской начальной школе, выучился Корану, окончил два класса Урахинской светской школы, далее окончил полный курс Темир-Хан-Шуринского реального училища.
Участник Гражданской войны, командир отряда Красной Армии. Член ВКП(б) с 1919 г.
С 1919 г. после провала работы подпольного обкома РКП(б), как член партии большевиков находился в Азербайджане и скрывался от преследования белогвардейцев. В течение трёх лет он возвращается в Дагестан и активно включается в работу вновь созданного Дагестанского обкома ВКП(б), ДагЦИК и Совета Народных Комиссаров ДАССР. Назначался на руководящие должности, в том числе секретарём обкома ВКП(б), заместителем председателя ДагЦИК и Совнаркома ДАССР, народным комиссаром юстиции ДАССР, народным комиссаром лёгкой и тяжёлой промышленности ДАССР, заведующим отделом промышленности обкома ВКП(б).
Приказами РВСР СССР в 1921 и в 1924 г.г награждён орденами Красного Знамени.
В 1961 г. Указом Президиума Верховного Совета СССР «За мужество и героизм проявленные в деле установления Советской власти в Дагестане» награждён орденом Ленина.
Имел Боевую грамоту ВЦИК РСФСР, поощрялся именным портсигаром.

## Арест и реабилитация
В 1937 году решением Тройки НКВД ДАССР арестован. Ему предъявлены обвинения по ст. 58-2, 17-58-8 и 58-11 УК РСФСР. 14 января 1940 г. решением Военной коллегии Верховного Суда СССР приговорён к 10 годам ИТЛ. В январе 1956 года после проверки Генпрокуратуры СССР и в связи с тем, что предъявленные ему обвинения не подтвердились Верховным Судом ДАССР он был реабилитирован.

## Сочинения и мемуары
- А. М. Далгат «В огне революции» — Дагкнигоиздат. 1961 год г. Махачкала.
- А. М. Далгат «Дагестанская интеллигенция» — 1961 год г. Махачкала.
- А. М. Далгат «Страна революционной героики» — 1961 год г. Махачкала.